# Henri Wijnoldy-Daniëls
Henri Jacob Marie Wijnoldy-Daniëls (født 26. november 1889 i Sliedrecht, død 20. august 1932 i Cabourg) var en nederlandsk fægter, som deltog i de olympiske lege i 1920'erne.
Wijnoldy-Daniëls' første OL var 1920 i Antwerpen, hvor han stillede op i kårde og sabel. I kårde individuelt vandt han i indledende pulje fire dyster, hvilket bragte ham i kvartfinalen. Her vandt han igen fire dyster, men blev nummer syv, hvorved han var færdig i konkurrencen. I holdkonkurrencen blev det med sejre over Danmark og Sverige samt nederlag til Italien, Portugal og Belgien til en fjerdeplads i indledende pulje, hvilket ikke var nok til at kvalificere til finalen; holdets placering blev dermed en delt syvendeplads. I sabel blev han individuelt også nummer fire i sin indledende pulje, hvorpå han vandt sin semifinale; i finalen måtte han dog nøjes med fire sejre ud af elleve mulige, og han endte dermed på niendepladsen. I sabel kæmpede alle mod alle. Hollænderne tabte til Italien og Frankrig, men vandt over Belgien, Storbritannien, Danmark og Tjekkoslovakiet og dermed sikrede sig en bronzemedalje.
Ved legene fire år senere i Paris stillede Wijnoldy-Daniëls kun op i holdkonkurrencer, og i fleuret tabte Holland til Argentina og USA i indledende pulje og var dermed ude af konkurrencen. I kårde gik det lidt bedre, idet hollænderne blev nummer to i indledende pulje efter sejre over Portugal og Uruguay samt nederlag til Danmark. Kvartfinalen blev herefter endestationen, da det blev til nederlag til Frankrig og Italien. I sabelkonkurrencen gik Holland efter sejr i indledende pulje og en andenplads i kvartfinalen og semifinalen i finalen. For tredje OL i træk (anden gang med Wijnoldy-Daniëls) lykkedes det holdet at erobre bronze efter nederlag til Frankrig (7-9) og Ungarn (2-14) samt sejr over Tjekkoslovakiet (9-7).
Wijnoldy-Daniëls deltog i sit sidste OL i 1928 i Amsterdam. Han var med i holdkonkurrencen i kårde, hvor hollænderne blev nummer to i indledende pulje og i kvartfinalen, inden holdet i semifinalen blev nummer fire og sidst, hvilket gav en delt femteplads ligesom de tre øvrige hold, der ikke gik i finalen. Hans stillede desuden op i sabel både individuelt og på hold. Individuelt blev han med en enkelt sejr sidst i sin indledende pulje og gik dermed ikke videre i konkurrencen. I holdkonkurrencen vandt hollænderne deres indledende pulje og blev nummer tre i semifinalen, hvorved det blev til en samlet femteplads i disciplinen.
Henri Wijnoldy-Daniëls' bedste VM-resultater var individuel bronze i kårde ved VM i 1921 i Paris samt holdbronze i sabel ved VM i 1923 i Haag.